# Colmenarejo
Colmenarejo es un municipio y localidad española de la Comunidad de Madrid, situado en el noroeste de la región, en las estribaciones de la sierra de Guadarrama, a 899 metros de altitud y a 37 kilómetros de distancia de la capital. Limita al norte con El Escorial, al este con Galapagar, al sur con Villanueva del Pardillo y al oeste con Valdemorillo. Su único acceso por carretera es la M 510, desde Galapagar o desde Valdemorillo. Cuenta en su término municipal con la orilla este del embalse de Valmayor, segundo en capacidad de la Comunidad de Madrid, con el tercer Campus de la Universidad Carlos III de Madrid y con un atractivo entorno natural, dentro del parque regional del Curso medio del río Guadarrama y su entorno, en el que destacan los encinares y las dehesas de uso ganadero salpicadas de enebros, fresnos y quejigos.

## Geografía
Colmenarejo se encuentra situado en el camino de Madrid a El Escorial, una vez superado el pie de sierra del Guadarrama, entre Galapagar y Valdemorillo. Está situado a 37 km de Madrid, a una altitud de 880 metros sobre el nivel del mar. Colmenarejo tiene un clima mediterráneo con estaciones más pronunciadas debido a la altitud y la lejanía del mar.
| Noroeste: Valdemorillo | Norte: El Escorial           | Noreste: Galapagar               |
| Oeste: Valdemorillo    |                              | Este: Galapagar                  |
| Suroeste: Valdemorillo | Sur: Villanueva del Pardillo | Sureste: Villanueva del Pardillo |

## Historia
El origen de Colmenarejo se encuentra en el Medievo, concretamente en la mitad del siglo XII, después de la fundación de la villa de Colmenar Viejo en 1136. Esta opinión se encuentra avalada por las Descripciones Lorenzanas, las cuales recogen la expansión de los ganaderos segovianos que cruzaron la sierra de Guadarrama en dirección sur en busca de pastos para el ganado, creando posadas y cabañas de pastores junto a la Cañada Real de Las Merinas y la Cañada Real Segoviana. A partir de ese núcleo, denominado en documentos medievales "Colmenar de Don Mateo", se creó un núcleo de población que, por su dimensión reducida en relación con Colmenar Viejo, comenzó a denominarse "Colmenarejo".
El territorio pertenecía en 1208 al Sexmo de Manzanares, incluido a su vez en la Comunidad de Villa y Tierra de Segovia. En 1249 es citado por primera vez en una carta en la que Fernando III establece las lindes entre Madrid y Segovia, en un intento más de resolver el litigio que las dos villas mantenían desde 1152 por la propiedad de estas tierras limítrofes. Posteriormente, por decisión de Alfonso X el Sabio, esta zona constituiría el denominado Real de Manzanares.
En 1287, una sentencia del Rey Sancho IV "El Bravo" lo sigue adjudicando a Segovia, pero este mismo monarca en 1294 otorga este territorio al Concejo de Madrid. Es en 1312 cuando el rey Fernando IV incluye en tierras segovianas, de nuevo, el Sexmo de Manzanares, en el que se hallaba incluido Colmenarejo. 
A lo largo del siglo XIV, los diferentes monarcas comienzan a hacer concesiones territoriales a la nobleza, convirtiendo estos lugares en tierras de señorío. En 1445 la familia Mendoza adquiere el título de propiedad y la jurisdicción plena de señorío de todo el Real de Manzanares. El Real de Manzanares, y con él Colmenarejo, seguiría oscilando en el futuro entre Segovia y Madrid, entre el señorío y el realengo, según los diferentes avatares históricos. Bajo el reinado de Juan I, en 1383, pasó a la Casa de Mendoza. En 1445 se integró en el Condado del Real de Manzanares. En 1475, Diego Hurtado de Mendoza fue nombrado por los Reyes Católicos primer duque del Infantado, ducado bajo cuyo señorío permanecería Colmenarejo durante largo tiempo.
En 1564 la iglesia de Colmenarejo se segregó de la parroquia de Galapagar, por Breve de Pío IV y a instancias de Felipe II, quien devoto de Santiago Apóstol, paraba a escuchar misa en su camino hacia el monasterio de San Lorenzo de El Escorial. En el Repertorio de Alonso de Meneses de 1576, aparece mencionado por vez primera el Camino Real de Valladolid que desde Madrid continuaba por Aravaca, Torrelodones, La Venta (en el municipio de Collado Villalba), Guadarrama y Tablada. Dicha vía pasaba por el este del actual municipio de Galapagar, conectando con el camino que iba hasta El Escorial. La construcción del Monasterio de San Lorenzo de El Escorial reforzó su importancia.
Todo quedaba incluido en el Real de Manzanares, propiedad del duque del Infantado, y a su vez se encuadraba en el reino de Toledo y la provincia de Guadalajara, así como en el distrito de la Real Chancillería de Valladolid. En ésta se resolvían los pleitos en grado de apelación, puesto que los ordinarios se contemplaban en el propio Colmenarejo. En el plano religioso se dependía del arciprestazgo de Canales y del arzobispado de Toledo.
En 1630 se le concedió el villazgo a Colmenarejo. A mediados del siglo XVIII y de acuerdo con el Catastro de Ensenada de 1751, Colmenarejo contaba con 59 vecinos que habitaban dentro del casco urbano y se dedicaban básicamente a labores agrícolas y ganaderas. El carboneo y la extracción de granito formaban parte también de las actividades de los lugareños.
Durante el siglo XVIII, el pueblo siguió formando parte, como cuarta villa del Real de Manzanares, del corregimiento de Guadalajara, dentro del partido de Colmenar Viejo: de ello nos da cuenta en sus inicios el Vecindario General de España de 1717, y en sus postrimerías el censo de Floridablanca de 1789. En 1799, el partido judicial se integró en su totalidad en la provincia de Madrid. Las transcripciones de las respuestas al Catastro de Ensenada nos informan de que en 1751 Colmenarejo continúa dependiendo de la Casa del Infantado.
La extracción de cobre también constituyó una fuente de riqueza en el municipio como muestra numerosos vestigios de la explotación minera en la Casa de la Fundición y la Casa de las Minas. El puente herreriano del Tercio, hoy sumergido bajo las aguas del embalse de Valmayor fue construido con motivo del tránsito habitual de monarcas y sus cortes hacia el Monasterio de San Lorenzo de El Escorial. También del siglo XVIII datan posiblemente las llamadas Fuente del Navazo y Fuente del Pozuelo, lugares donde tradicionalmente las gentes acudían a coger agua para uso doméstico. El siglo XIX se abre a Colmenarejo con la supresión de los señoríos decretada en 1811 por las Cortes de Cádiz, consecuencia directa de la Guerra de la Independencia contra el invasor francés.
En 1833, de acuerdo con la nueva distribución administrativa de España, Colmenarejo pasa a integrarse en la provincia de Madrid. A finales del siglo XIX y principios del siglo XX empiezan a construirse las primeras villas de veraneantes como resultado de las corrientes que revalorizaban el contacto con la naturaleza que difundió la Institución Libre de Enseñanza que provocará a lo largo del siglo XX un despegue económico.

## Demografía
Cuenta con una población de 9623 habitantes (INE 2024).
| Gráfica de evolución demográfica de Colmenarejo entre 1842 y 2021                                                     |
| |
| Población de derecho según los censos de población del INE. Población de hecho según los censos de población del INE. |

## Economía
La economía tradicional fue la agricultura y la ganadería lanar, vacuna y apícola, que proporcionaba una reputada miel. En la actualidad, la economía se centra en el sector servicios y en la construcción, habiendo desaparecido la agricultura, y quedando la ganadería como una actividad residual centrada en alguna finca destinada a bravo, yeguada y algo de ganado ovino.

## Transportes
El municipio cuenta con cuatro líneas de autobús, una nocturna, y dos de ellas con cabecera en Madrid, en el Intercambiador de Moncloa. Estas líneas están operadas por la empresa Avanza y son:
| Modo de transporte     | Línea                                                                     | Recorrido | Operador |
| ---------------------- | ------------------------------------------------------------------------- | --------- | -------- |
| Autobuses interurbanos |                                                                           |           |          |
| 630                    | Collado Villalba (estación) - Galapagar - Colmenarejo - Valdemorillo      | Avanza    |          |
| 631                    | Madrid (Moncloa) - Torrelodones (Colonia) - Galapagar - Colmenarejo       | Avanza    |          |
| 633                    | Majadahonda (Hospital) - Torrelodones (Colonia) - Galapagar - Colmenarejo | Avanza    |          |
| 634                    | Colmenarejo - Galapagar - Galapagar (La Navata)                           | Avanza    |          |
| N904                   | Madrid (Moncloa) - Torrelodones (Colonia) - Galapagar - Colmenarejo       | Avanza    |          |

## Vías pecuarias
Desde la Antigüedad el territorio ha sido surcado por importantes vías de comunicación, teniéndose noticia de una calzada romana que, según Blázquez, desde Salamanca atravesaba la Sierra por el puerto de San Juan de Malagón, siguiendo por El Escorial, Colmenarejo, Las Rozas y Madrid y de la que queda algún resto en el término.
En el término de Colmenarejo se encuentra parte del trazado de la vía 24 del Itinerario de Antonino, un trazado viario romano que atravesaba las áreas noroccidentales de la Comunidad de Madrid y que viniendo de Segovia pasaba por Miaccum y Titulciam hasta llegar a Complutum.Si bien no existe un acuerdo sobre su trazado final un estudio recienteexplica que viniendo de la Fuenfría y a partir de la finca Monesterio, la calzada se dirige a Galapagar. Señala que los puntos más destacados son la estación de San Yago donde se han encontrado diferentes epígrafes romanos y la ermita del Cerrillo. Desde aquí, la vía discurre por la Cañada Real Segoviana y se desvía hacia Colmenarejo en el término de Galapagar donde se encontró un miliario. Ya en el término de Colmenarejo, pasa junto a la Casa de las Latas, manantial de la Peraleda, prosiguiendo por un ramal de cordel que sirve de límite entre ambos términos. Desde Colmenarejo, la vía continúa hacia la sede de la Universidad Carlos III y prosigue hacia Villanueva del Pardillo. Desde allí, y teniendo en cuenta las diferentes posibilidades para el transporte, el estudio propone que la opción más factible es el camino de Colmenarejo a Villanueva del Pardillo, al pie del cerro Madroñal. El desvío se produce a la altura del Camino de las minas, una zona de explotaciones de cobre. Esta ruta es factible y sus pendientes nunca llegan a un 6% en el descenso, fundamental en el transporte mediante carros. El trayecto prosigue hacia Villanueva del Pardillo en donde existen restos de una hacienda agrícola romana en el yacimiento de "Los Palacios". 
Especial importancia presenta la red de vías pecuarias que discurre por el municipio, formando una trama de numerosos camino, a saber: Las cañadas, Real Segoviana y Real de Merinas o del Camino de Madrid, los cordeles de Galapagar o la Espernada, las veredas del Camino de Peralejo, del camino de Prado Osteros, del Camino del Rey, de Las Latas, del Madroñal, de la Majada del Moreno, de las Nicolasas, de la Nava, del Puente del Cura, del robledillo y Prado de la Barrera, de Tapias altas y de las Viñas viejas; y las coladas de Cabeza Aguda, del Camino del Atajo del Correo, del Camino del Pradillo, del cerro del Burro, del Milanillo, del molino de Sopas, de Navalapielga y a la Venta de San Antón. 
Estas vías pecuarias se ven jalonadas de numerosos descansaderos, entre los que se encuentran: el del Puente del Tercio, de los Bajos de Peña Rubia, de la Cerca de la Casa o tiesta Cabeza, de las Eras, del Molino de Puente Caído, de Peña Lobera, del Arroyo Rosequillo, del molino de Sopas, de las Vertientes de Peña Rubia, de las Nicolasas, del cerro del Burro, del Puente del Cura, de la Viñuela, del molino de Piedra y de los Rasos del Madroñal.
La proximidad del Monasterio de San Lorenzo hace que el municipio no permanezca aislado desde el momento en que se comienzan las obras, teniéndose referencia en el siglo XVII de un camino al Real Sitio de San Lorenzo que pasaba por Colmenarejo, seguramente coincidente con la Cañada que se extendfa entre el puente del Retamar y el del Tercio; este camino, más corto que el construido por Felipe II a través de Galapagar, fue usado por Bertaut en 1699 para ir desde Madrid a San Lorenzo, apareciendo grafiado en los mapas de Vicente Capilla de 1814 y de Tomas López de 1844.
No se tiene constancia sobre si Bertaut se dirigiría hacia Colmenarejo vadeando el río Guadarrama a la altura del actual puente de Retamar ya que no se comenzó a construir hasta finales del siglo XVII y sólo fue practicable, utilizando un entramado de madera, a partir de 1709. El puente se remodeló entre 1718 y 1726 y, a partir de 1737, se encargó a Pedro de Ribera el camino que a partir del puente, inicia la subida del Puerto de Galapagar hacia Colmenarejo, por el lugar conocido como el "Cerro del Paredón".
El camino elegido era una camino medieval abandonado que se conoce a través del Libro de la Montería de Alfonso XI y las dificultades que planteó su realización hicieron que tuviera que ser reconstruido en 1761 por el arquitecto Marcos de Vierna. El camino siguió en uso hasta que Carlos III ordenó la construcción de otro nuevo desde las Rozas hasta Galapagar.

## Administración y política
El alcalde actual es Fernando Juanas Cerrada del PP que gobierna en coalición con Partido Local de Colmenarejo (PALCO) y Unión y Compromiso Colmenarejo (UYCC), superando la mayoría absoluta.
Relación de alcaldes de la democracia en Colmenarejo:
| Periodo   | Nombre                            | Partido | Partido                                                    |
| --------- | --------------------------------- | ------- | ---------------------------------------------------------- |
| 1979-1995 | Benito Elvira García              |         | Partido Socialista Obrero Español (PSOE)                   |
| 1995-1999 | Julio García Elvira               |         | Partido Popular (PP)                                       |
| 1999-2011 | María Isabel Peces-Barba Martínez |         | Agrupación Progresista Independiente de Colmenarejo (APIC) |
| 2011-2019 | Nieves Roses Roses                |         | Partido Popular (PP)                                       |
| 2019-2023 | Miriam Polo Fernández             |         | Partido Socialista Obrero Español (PSOE)                   |
| 2023-2023 | Nieves Roses Roses                |         | Partido Popular (PP)                                       |
| 2023-act. | Fernando Juanas Cerrada           |         | Partido Popular (PP)                                       |

Acuerdos de investidura o coaliciones de gobierno
| Mandato   | Partidos implicados    | Concejales |
| --------- | ---------------------- | ---------- |
| 2015-2019 | PP-Vecicolme           | 6/13       |
| 2019-2020 | PSOE-AXC-Podemos       | 8/13       |
| 2020-2023 | PSOE-Vecicolme-Podemos | 6/13       |
| 2023-2027 | PP-PALCO-UYCC          | 8/13       |

Resultados de las elecciones municipales en Colmenarejo
| Partido político                         | 2023  | 2023  | 2023       | 2019  | 2019  | 2019       | 2015  | 2015  | 2015       | 2011  | 2011  | 2011       |
| Partido político                         | %     | Votos | Concejales | %     | Votos | Concejales | %     | Votos | Concejales | %     | Votos | Concejales |
| Partido Popular (PP)                     | 34,79 | 1639  | 6          | 20,65 | 911   | 3          | 24,89 | 1006  | 4          | 38,82 | 1533  | 6          |
| Más Madrid (MM)                          | 15,66 | 738   | 2          | —     | —     | —          | —     | —     | —          | —     | —     | —          |
| Vox                                      | 11,10 | 523   | 2          | 8,66  | 382   | 1          | —     | —     | —          | —     | —     | —          |
| Partido Socialista Obrero Español (PSOE) | 10,23 | 482   | 1          | 16,81 | 842   | 3          | 12,42 | 502   | 2          | 16,74 | 661   | 2          |
| Partido Local de Colmenarejo (PALCO)     | 9,46  | 446   | 1          | —     | —     | —          | —     | —     | —          | —     | —     | —          |
| Unión y Compromiso Colmenarejo (UYCC)    | 7,02  | 331   | 1          | —     | —     | —          | —     | —     | —          | —     | —     | —          |
| Podemos                                  | 3,69  | 174   | 0          | 10,7  | 472   | 1          | 5,69  | 230   | 0          | 10,15 | 401   | 1          |
| Vecinos por Colmenarejo                  | 3,2   | 151   | 0          | 13,76 | 607   | 2          | 14,25 | 576   | 2          | —     | —     | —          |
| Izquierda Unida (IU)                     | 2,97  | 140   | 0          | —     | —     | —          | —     | —     | —          | —     | —     | —          |
| Alternativa por Colmenarejo (AXC)        | —     | —     | —          | 13,74 | 606   | 2          | 16,90 | 683   | 2          | 14,28 | 564   | 2          |
| Ciudadanos (CS)                          | —     | —     | —          | 7,12  | 314   | 1          | —     | —     | —          | —     | —     | —          |
| Colmenarejo Puede (CP)                   | —     | —     | —          | —     | —     | —          | 11,51 | 465   | 2          | —     | —     | —          |
| Vive Colmenarejo (VICO)                  | —     | —     | —          | —     | —     | —          | 9,39  | 389   | 1          | 17,52 | 692   | 2          |

## Educación
En Colmenarejo hay 3 guarderías (1 pública y 2 privadas), 2 colegios públicos de educación infantil y primaria, CEIP Seis de Diciembre y CEIP Las veredas; y 1 instituto de educación secundaria, IES Gregorio Peces-Barba.
Además cuenta con un Campus de la Universidad Carlos III.

## Patrimonio

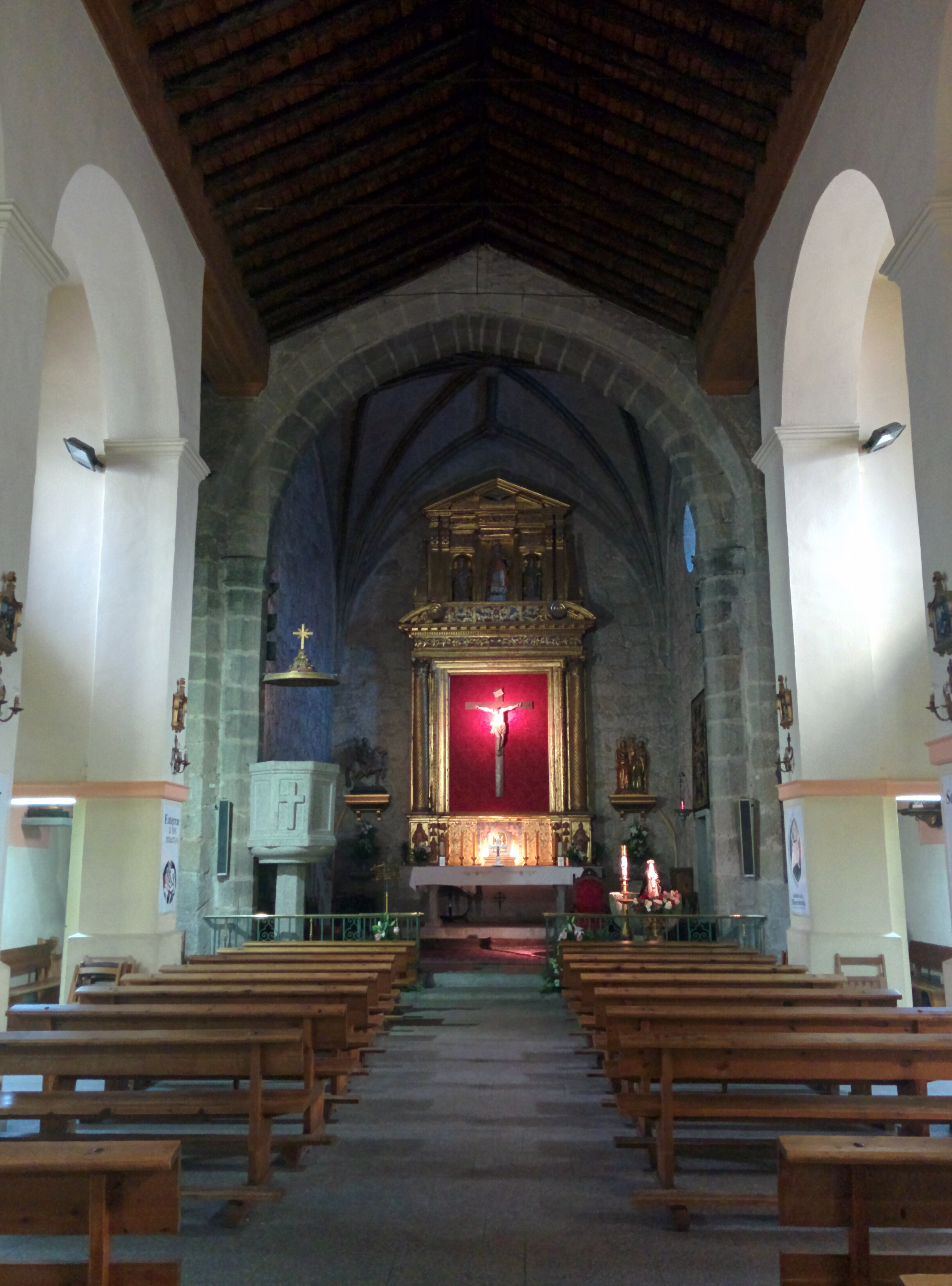
Interior de la iglesia de Santiago Apóstol

Al haber sido un lugar de paso de los monarcas españoles, cuenta tanto con monumentos de tipo religioso como civil.
- Iglesia de Santiago Ápostol: iglesia situada en la plaza del ayuntamiento del siglo XVI, mezcla de estilos gótico y renacentista.
- Fuente y pilas del Navazo y fuente del Pozuelo, del siglo XVII, lugar tradicional de aprovisionamiento de agua.
- Ermita de la Virgen de la Soledad.
- Casas tradicionales de la colonia de Santiago.
- Plaza de la Constitución.
- Antiguas minas de cobre y malaquita.
- Cañón del río Aulencia.